# 元江直隸州
元江直隸州，清朝时设置的直隶州。

元江州在云南省的位置（1820年）

在編制上為「最要」缺。隸屬於雲南省迤南道。元江在明朝時為「元江府」，當時領二個散州。到了清朝順治六年（1649年），改設為流官制度。順治十八年（1661年），撤銷所管轄的恭順州和奉化州。雍正十年（1732年），以臨安府新平縣來隸。乾隆三十五年（1770年），元江府降格為元江直隸州。